# Dubińskaïta
La dubińskaïta és un mineral de la classe dels silicats.

## Característiques
La dubińskaïta és un silicat de fórmula química Ca₄Sc₂Al₄[Be₂Si₈O₃₀](OH)₂. Va ser aprovada com a espècie vàlida per l'Associació Mineralògica Internacional en el mes d’octubre de l'any 2024. Encara resta pendent de publicació. Cristal·litza en el sistema triclínic.
L'exemplar que va servir per a determinar l'espècie, el que es coneix com a material tipus, es troba conservat a les col·leccions del museu mineralògic de la Universitat de Breslau, Polònia, amb el número de catàleg: MMUWr IV8120.

## Formació i jaciments
Va ser descoberta a la pedrera de serpentinita Jordanów, a la localitat de Gmina Jordanów Śląski, al comtat de Breslau (Voivodat de Baixa Silèsia, Polònia), sent aquest indret l'únic de tot el planeta on ha estat descrita aquesta espècie mineral.